# Dlouhá Lhota (powiat Mladá Boleslav)
Dlouhá Lhota – wieś i gmina w Czechach, w powiecie Mladá Boleslav, w kraju środkowoczeskim. Według danych z dnia 1 stycznia 2013 liczyła 357 mieszkańców.